# Дерьмо (роман)
«Дерьмо» — роман Ирвина Уэлша, выпущенный в 1998 году. Роман описывает расследование убийства чернокожего юноши, проводимое полицейским Брюсом Робертсоном.

## Сюжет
Брюс Робертсон - детектив-сержант, служащий в полиции Эдинбурга. Робертсон – макиавеллист, крайне мизантропичный человек, который проводит свое время, злоупотребляя кокаином и алкоголем, ведя рискованную половую жизнь, употребляя вредную пищу и, прежде всего, играет в "игры" - так Брюс называет свои интриги которые он плетёт против коллег по работе. Он может потворствовать всем своим порокам во время ежегодных каникул в Амстердаме.
Роман начинается с рассказа об убийстве чернокожего молодого человека Эфана Вури, расследовании, которое было поручено Брюсу. Сюжет не имеет ничего общего с самим преступлением; вместо этого в романе описывается вся жизнь Брюса, рассказанная от первого лица, в стиле потока сознания. С помощью таких повествовательных приемов, как глист, который живёт в Брюсе, читатель исследует грани личности Брюса и узнаёт о его прошлом, а также об утомительных полицейских буднях, от которых Брюс скрывается, о его сексуальных похождениях, которые часто заканчиваются неудачей, и о его различных краткосрочных и долгосрочных планах и заговорах против своих коллег (в конечном счете, чтобы повысить свои шансы на получение долгожданного повышения до должности детектива-инспектора). Помимо общих злонамеренных интриг, Брюс также стремится удовлетворить свою тягу к насилию, наркотикам, сексу и порнографии, попутно радостно заявляя о своем расизме, антикатолическом сектантстве и женоненавистничестве, все это время тоскуя по своей бывшей жене.
По ходу действия романа психическое здоровье Брюса начинает ухудшаться; выясняется, что он страдает от наркотической зависимости и биполярного расстройства, которые, наряду с его неспособностью формировать прочные, основанные на доверии отношения, усугубляются скрытыми, нерешенными психологическими проблемами, вызванными жестоким обращением в детстве. В конце концов Брюс вынужден уйти на больничный из-за травм, которые он получил от бандитов, переодевшись в одежду своей бывшей жены Кэрол, что приводит к открытию, что он совершил убийство на расовой почве, которое служит основным сюжетом романа, и что коллеги, которых он презирает, особенно его босс Роберт Тоул, все это время знали о его вине вместе с ним и защищали его от последствий его поступков из чувства преданности и жалости. В конце истории Брюс вешается, и его последней мыслью является сожаление о том, что его дочь, зашедшая в дом, стала свидетельницей самоубийства, совершенного в наказание его жене. Кроме того, ленточный червь, уже обезумевший от потери Другого (ещё одного глиста, который был выведен из организма Брюсом в результате приёма лекарств), выводится вместе со своими отходами и умирает вместе с хозяином.

## Основные персонажи
- Брюс Робертсон: главный герой романа. Аморальный и циничный детектив - сержант.
- Рэй Леннокс: молодой, но перспективный коллега и друг Брюса.
- Роберт "Боб" Тоул: начальник Брюса. Брюс презирает его, но скрывает это, чтобы получить повышение.
- Питер Инглис: ещё один коллега Брюса, которого последний подозревает в гомосексуализме.
- Аманда Драммонд: третья коллега Брюса и единственная, кто открыто не одобряет его поведение и образ жизни.
- Клиффорд "Блейдси" Блейдс: друг Брюса, занимающий высокую должность в Министерстве по делам Шотландии, член масонской ложи; нервный, неуверенный в себе человек. Проблемы с женой Банти имеют значимую роль в сюжете.
- Кэрол Робертсон: бывшая жена Брюса, которая ушла от него к чернокожему мужчине.

## Экранизация
В 2013 году на экраны вышла экранизация романа, фильм был снят режиссёром Джоном С. Бейрдом и получил оригинальное название — Filth, в русском прокате — «Грязь». Главную роль сыграл шотландский актер Джеймс МакЭвой.